# Škarda
Škarda (olaszul: Scarda) egy lakatlan sziget az Adriai-tenger északi részén, Horvátországban.

## Leírása
Škarda szigete az északnyugatra fekvő Premuda és a délkeleti Ist között található. Premudától a 2 km széles Premudska vrata, Isttől pedig a 7-800 méter széles Škradska vrata tengerszoros választja el. Tőle délkeletre néhány kisebb sziget (Dužac, Sestrice, Vodenjak és mások) található. A sziget hosszúsága 3,5 km, legnagyobb szélessége 1,2 km, területe 4,2 km². Partvonalának hossza 11,6 km, a tagoltsági együttható 3,2. Öblei közül északon a Trate-öböl, délnyugaton a Kalješina-, a Luišće (Lojišće) és Donja Bučina-öblök, délkeleten pedig Griparica-öböl található. Az északon fekvő Škarda falucska Ist település része. Itt ma 16 ház áll, de 1990 óta nincs állandó lakossága. A sziget érctartalmú mészkőből épül fel. Legmagasabb pontja a 102 méter magas Veli Čimbel. A szigetet macchia borítja.

## Fordítás
Ez a szócikk részben vagy egészben  a(z)   Škarda című horvát Wikipédia-szócikk ezen változatának fordításán alapul.  Az eredeti cikk szerkesztőit annak laptörténete sorolja fel. Ez a jelzés csupán a megfogalmazás eredetét és a szerzői jogokat jelzi, nem szolgál a cikkben szereplő információk forrásmegjelöléseként.